# خاندان گریمالدی
خاندان گریمالدی، با جمهوری جنوا از ایتالیا و شاهزاده‌نشین موناکو در ارتباط است. خاندان گریمالدی یک دودمان شاهزادگی است که از ایتالیا سرچشمه گرفته است. این دودمان توسط یک فرد جنوایی از گئولف‌ها بنام فرانچسکو گریمالدی ایجادشده است. دودمان گریمالدی هم‌اکنون بر کشور موناکو حکم می‌راند.